# Johansonia consociata
Johansonia consociata är en svampart som först beskrevs av Hans Sydow, och fick sitt nu gällande namn av Arx 1962. Johansonia consociata ingår i släktet Johansonia och familjen Saccardiaceae.   Inga underarter finns listade i Catalogue of Life.